# Oriol Ripol i Fortuny
Oriol Ripol i Fortuny (Barcelona, 6 de setembre de 1975) és un jugador de rugbi català que juga als Sale Sharks de Sale, Gran Manchester, a Anglaterra.
Nascut a Barcelona el 6 de setembre de 1975, format al BUC ha estat jugador de la UE Santboiana, del Northampton i dels Sale Sharks. Va debutar amb la selecció espanyola de rurgby el 1996 amb 21 anys. L'any 1999 va participar en el campionat del món amb la selecció espanyola.
El 2003 va fitxar pel Northampton Saints i va renunciar a la selecció nacional pel seu baix nivell. L'any 2006 es va proclamar campió de la lliga anglesa de rugbi amb els Sale Sharks anotant un assaig durant final celebrada al Twickenham Stadium. El 2010 fitxa pel Worcester Warriors.
Oriol ha estat el jugador de rugby espanyol amb el millor palmarès de la història. Únic espanyol en guanyar el Campionat d'Anglaterra de rugbi a 15 o premiership, va ser oficialment convocat per a jugar amb els Barbarians, l'equip de les estrelles per excel·lència, del rugbi mundial, i ha estat l'únic que ha classificat la selecció nacional en un mundial.

## Trajectòria
- 1980 -1994: BUC
- 1995: Universitat d'Auckland (Nova Zelanda)
- 1997: BUC
- 1998: UE Santboiana
- 1999: Bridgend (Gal·les)
- 2000: Moraleja Alcobendas (Espanya)
- 2001: Rotherham (Anglaterra)
- 2002 - 2005: Northampton Saints (Anglaterra)
- 2005 - 2006: Sale Sharks (Anglaterra)
- 2010 - 2011: Worcester Warriors (Anglaterra)

## Palmarès
- 1 Campionat d'Anglaterra de rugbi a 15 (2006)
- 1 European Challenge Cup (2004-2005)